# UFC Fight Night: dos Santos vs. Tuivasa
UFC Fight Night: dos Santos vs. Tuivasa (também conhecido como UFC Fight Night 142) foi um evento de MMA produzido pelo Ultimate Fighting Championship no dia 1 de Dezembro de 2018, no Adelaide Entertainment Centre, em Adelaide.

## Antecedentes
O evento foi o segundo do UFC em Adelaide, que teve o UFC Fight Night: Miocic vs. Hunt em maio de 2015 como o primeiro evento.
Uma luta de pesos-pesados entre o ex-campeão dos pesos pesados do UFC Junior dos Santos e Tai Tuivasa foi a luta principal do evento.
O vencedor do The Ultimate Fighter: United States vs. United Kingdom no peso-leve, Ross Pearson, enfrentaria Joseph Duffy no evento. No entanto, Pearson anunciou em 7 de novembro que estava fora da luta devido a um nariz quebrado e à cirurgia subsequente para corrigir a lesão. Ele foi substituído pelo recém-chegado ao UFC Damir Ismagulov, mas Duffy desistiu citando uma lesão na costela. Ismagulov então enfrentou seu companheiro, o também estreante Alex Gorgees.
Ashkan Mokhtarian estava escalado para enfrentar o estreante Kai Kara-France no evento. No entanto, em 20 de novembro, Mokhtarian desistiu da luta alegando lesão. Ele foi substituído por Elias Garcia.
Luke Jumeau estava escalado para enfrentar Geoff Neal no evento. Contudo, foi relatado em 9 de novembro de 2018 que Jumeau se retirou do card devido a uma lesão, resultando no cancelamento da luta.

## Bônus da Noite
Os lutadores receberam US$50.000 de bônus:
- Luta da Noite:   Kai Kara-France vs.   Elias Garcia
- Performance da Noite:  Mauricio Rua e  Sodiq Yusuff